# Discografia de Becky G
A discografia de Becky G, uma cantora e atriz americana, consiste em  dois álbum de estúdio, um extended plays, quarenta e três singles lançados desde o início de sua carreira.

## Álbuns

### Álbuns de estúdio
| Álbum      | Detalhes | Melhores posições | Melhores posições       | Melhores posições             | Certificações                       |
| Álbum      | Detalhes | Estados Unidos    | Estados Unidos (Latino) | Estados Unidos (Latin Rhythm) | Certificações                       |
| ---------- | --- | ----------------- | ----------------------- | ----------------------------- | ----------------------------------- |
| Mala Santa | - Released: 17 de outubro de 2019 - Gravadora: Kemosabe, RCA, Sony Music Latin - Formatos: CD, download digital vinil | 85                | 3                       | 3                             | - AMPROFON: Ouro - RIAA: 7× Platina |

### Extended plays(EPs)
| EP            | Detalhes                                                                                        |
| ------------- | ----------------------------------------------------------------------------------------------- |
| Play It Again | - Lançamento: 16 de julho de 2013 - Formatos: Download digital, streaming - Gravadora: Kemosabe |

## Singles

### Como artista principal
| Título                                                                         | Ano  | Melhores posições | Melhores posições | Melhores posições | Melhores posições | Melhores posições | Melhores posições | Melhores posições | Melhores posições | Melhores posições | Melhores posições | Melhores posições | Certificações | Álbum                     |
| Título                                                                         | Ano  | EUA               | EUA Latina        | Argentina         | Canadá            | Itália            | México            | Países Baixos     | Espanha           | Suécia            | Suíça             | Reino Unido       | Certificações | Álbum                     |
| ------------------------------------------------------------------------------ | ---- | ----------------- | ----------------- | ----------------- | ----------------- | ----------------- | ----------------- | ----------------- | ----------------- | ----------------- | ----------------- | ----------------- | --- | ------------------------- |
| "Problem" (com will.i.am)                                                      | 2012 | —                 | —                 | —                 | —                 | —                 | —                 | —                 | —                 | —                 | —                 | —                 | | Adicionado à nenhum álbum |
| "Becky from the Block"                                                         | 2013 | —                 | —                 | —                 | —                 | —                 | —                 | —                 | —                 | —                 | —                 | —                 | | Adicionado à nenhum álbum |
| "Can't Get Enough" (featuring Pitbull)                                         | 2014 | —                 | 10                | —                 | —                 | —                 | —                 | —                 | —                 | —                 | —                 | —                 | | Play It Again             |
| "Shower"                                                                       | 2014 | 16                | —                 | —                 | 38                | 56                | —                 | 9                 | 37                | 11                | —                 | 80                | - RIAA: 2× Platina - ARIA: 2× Platina - BPI: Prata - FIMI: Ouro - IFPI SWE: 2× Platina - MC: Platina - NVPI: 3× Platina - PROMUSICAE: Ouro | Adicionado à nenhum álbum |
| "Can't Stop Dancin'"                                                           | 2014 | 88                | —                 | —                 | —                 | —                 | —                 | —                 | —                 | 95                | —                 | —                 | | Adicionado à nenhum álbum |
| "Lovin' So Hard"                                                               | 2015 | —                 | —                 | —                 | —                 | —                 | —                 | —                 | —                 | —                 | —                 | —                 | | Adicionado à nenhum álbum |
| "Break A Sweat"                                                                | 2015 | —                 | —                 | —                 | —                 | —                 | —                 | —                 | —                 | —                 | —                 | —                 | | Adicionado à nenhum álbum |
| "Sola"                                                                         | 2016 | —                 | 18                | —                 | —                 | —                 | —                 | —                 | 83                | —                 | —                 | —                 | | Adicionado à nenhum álbum |
| "Mangú"                                                                        | 2016 | —                 | 47                | —                 | —                 | —                 | —                 | —                 | —                 | —                 | —                 | —                 | | Adicionado à nenhum álbum |
| "Todo Cambio" (solo, com CNCO, ou J Quiles)                                    | 2017 | —                 | 33                | —                 | —                 | —                 | —                 | —                 | 94                | —                 | —                 | —                 | | Adicionado à nenhum álbum |
| "Mayores" (com Bad Bunny)                                                      | 2017 | 74                | 3                 | 5                 | —                 | —                 | 33                | —                 | 1                 | —                 | —                 | —                 | - RIAA: 21× Platina - AMPROFON: Diamante+Ouro - CAPIF: Ouro - FIMI: Ouro - PROMUSICAE: 5× Platina                                          | Mala Santa                |
| "Díganle" (com Leslie Grace e CNCO)                                            | 2017 | —                 | 36                | 34                | —                 | —                 | —                 | —                 | —                 | —                 | —                 | —                 | - RIAA: 2× Platina | Adicionado à nenhum álbum |
| "Ya Es Hora" (com Ana Mena e De La Ghetto)                                     | 2018 | —                 | —                 | —                 | —                 | —                 | —                 | —                 | 29                | —                 | —                 | —                 | - PROMUSICAE: Platina | Index                     |
| "Sin Pijama" (com Natti Natasha)                                               | 2018 | 70                | 4                 | 3                 | —                 | 80                | 15                | 97                | 1                 | —                 | 33                | —                 | - RIAA: 13× Platina - AMPROFON: Diamante - FIMI: Platina - IFPI SWI: Ouro - PROMUSICAE: 5× Platina - ZPAV: Ouro                            | Mala Santa                |
| "Zooted" (com French Montana e Farruko)                                        | 2018 | —                 | —                 | —                 | —                 | —                 | —                 | —                 | —                 | —                 | —                 | —                 | | Adicionado à nenhum álbum |
| "Cuando Te Besé" (com Paulo Londra)                                            | 2018 | —                 | 30                | 1                 | —                 | —                 | —                 | —                 | 10                | —                 | —                 | —                 | - RIAA: 2× Platina - AMPROFON: 4× Platina - PROMUSICAE: 2× Platina                                                                         | Mala Santa                |
| "Pienso en Ti" (com Joss Favela)                                               | 2018 | —                 | —                 | —                 | —                 | —                 | —                 | —                 | —                 | —                 | —                 | —                 | | Caminando                 |
| "Booty" (com C. Tangana e Alizzz)                                              | 2018 | —                 | —                 | 67                | —                 | —                 | —                 | —                 | 3                 | —                 | —                 | —                 | - PROMUSICAE: 2× Platina - RIAA: 2× Platina                                                                                                | Adicionado à nenhum álbum |
| "LBD"                                                                          | 2019 | —                 | —                 | —                 | —                 | —                 | —                 | —                 | —                 | —                 | —                 | —                 | | Adicionado à nenhum álbum |
| "Green Light Go"                                                               | 2019 | —                 | —                 | —                 | —                 | —                 | —                 | —                 | —                 | —                 | —                 | —                 | | Adicionado à nenhum álbum |
| "Banana" (com Anitta)                                                          | 2019 | —                 | —                 | —                 | —                 | —                 | —                 | —                 | —                 | —                 | —                 | —                 | - PMB: Ouro | Kisses                    |
| "La Respuesta" (com Maluma)                                                    | 2019 | —                 | 13                | 24                | —                 | —                 | —                 | —                 | 29                | —                 | —                 | —                 | - AMPROFON: Ouro - PROMUSICAE: Ouro | Adicionado à nenhum álbum |
| "Next to You" (com Digital Farm Animals com participação de Rvssian e Davido)  | 2019 | —                 | —                 | —                 | —                 | —                 | —                 | —                 | —                 | —                 | —                 | —                 | | Adicionado à nenhum álbum |
| "Que Me Baile" (com ChocQuibTown)                                              | 2019 | —                 | —                 | —                 | —                 | —                 | —                 | —                 | 96                | —                 | —                 | —                 | | Adicionado à nenhum álbum |
| "Dollar" (com Myke Towers)                                                     | 2019 | —                 | 27                | 37                | —                 | —                 | —                 | —                 | 19                | —                 | —                 | —                 | - PROMUSICAE: Platina | Mala Santa                |
| "Mueve" (com Gianluca Vacchi, Nacho e MC Fioti)                                | 2019 | —                 | —                 | —                 | —                 | —                 | —                 | —                 | —                 | —                 | —                 | —                 | | Adicionado à nenhum álbum |
| "Secrets"                                                                      | 2019 | —                 | —                 | —                 | —                 | —                 | —                 | —                 | —                 | —                 | —                 | —                 | | Adicionado à nenhum álbum |
| "Mala Santa"                                                                   | 2019 | —                 | 21                | 90                | —                 | —                 | —                 | —                 | 76                | —                 | —                 | —                 | | Mala Santa                |
| "—" denota títulos que não entraram nas paradas ou não foram lançados no país. |      |                   |                   |                   |                   |                   |                   |                   |                   |                   |                   |                   | |                           |

### Como artista convidada
| "Wish U Were Here" (Cody Simpson com participação de Becky G)                                | 2012 | —  | —  | —  | —  | —  | —  | —  | —  | —  | —  | | Paradise                      |
| "Oath" (Cher Lloyd com participação de Becky G)                                              | 2012 | 73 | —  | —  | 58 | —  | —  | 13 | —  | —  | —  | - RIAA: Ouro - RMNZ: Ouro                                                                           | Sticks + Stones               |
| "Quiero Bailar (All Through The Night)" (3Ball MTY com participação de Becky G)              | 2013 | —  | —  | —  | —  | —  | —  | —  | —  | —  | —  | | Globall                       |
| "Como Tú No Hay Dos" (Thalía com participação de Becky G)                                    | 2015 | —  | —  | —  | —  | —  | —  | —  | —  | —  | —  | | Amore Mio                     |
| "Wild Mustang" (Yellow Claw e Cesqeaux com Becky G)                                          | 2015 | —  | —  | —  | —  | —  | —  | —  | —  | —  | —  | | Blood for Mercy               |
| "Take It Off" (Lil Jon com participação de Yandel e Becky G)                                 | 2016 | —  | 45 | —  | —  | —  | —  | —  | —  | —  | —  | | Adicionado à nenhum álbum     |
| "Si Una Vez (If I Once)" (Play-N-Skillz com participação de Frankie J, Becky G e Kap G)      | 2017 | —  | 22 | —  | —  | —  | —  | —  | —  | —  | —  | - RIAA: 2× Platina                                                                                  | Adicionado à nenhum álbum     |
| "Que Nos Animemos" (Axel com participação de Becky G)                                        | 2017 | —  | —  | —  | —  | —  | —  | —  | —  | —  | —  | | Ser                           |
| "Mi Mala (Remix)" (Mau y Ricky e Karol G com participação de Becky G, Leslie Grace e Lali)   | 2018 | —  | 38 | 10 | —  | —  | —  | —  | 57 | —  | —  | - RIAA: 3× Platina - AMPROFON: Platina+Ouro - CAPIF: Ouro - IFPI PER: 4× Platina - PROMUSICAE: Gold | Para Aventuras y Curiosidades |
| "Mad Love" (Sean Paul e David Guetta com participação de Becky G)                            | 2018 | —  | —  | —  | 71 | 63 | 40 | —  | 43 | 36 | 22 | - BPI: Prata - FIMI: Platina - PROMUSICAE: Platina                                                  | Mad Love the Prequel          |
| "Don't Go" (DJ Vice com participação de Becky G e Mr. Eazi)                                  | 2018 | —  | —  | —  | —  | —  | —  | —  | —  | —  | —  | | Adicionado à nenhum álbum     |
| "Bubalu" (DJ Luian & Mambo Kingz com participação de Anuel AA, Prince Royce e Becky G)       | 2018 | —  | 22 | 74 | —  | —  | —  | —  | 12 | —  | —  | - RIAA: 11× Platina - PROMUSICAE: Platina                                                           | Adicionado à nenhum álbum     |
| "Rebota (Remix)" (Guaynaa com Nicky Jam, Farruko com participação de Becky G e Sech)         | 2019 | —  | 28 | 18 | —  | —  | —  | —  | 24 | —  | —  | - PROMUSICAE: Ouro                                                                                  | Adicionado à nenhum álbum     |
| "Cómo No" (Akon com Becky G)                                                                 | 2019 | —  | —  | —  | —  | —  | —  | —  | —  | —  | —  | | El Negreeto                   |
| "Chicken Noodle Soup" (J-Hope com participação de Becky G)                                   | 2019 | 81 | —  | 63 | 55 | —  | —  | —  | —  | —  | 82 | | Adicionado à nenhum álbum     |
| "Giants" (True Damage com participação de Becky G, Keke Palmer, Soyeon, Duckwrth e Thutmose) | 2019 | —  | —  | —  | —  | —  | —  | —  | —  | —  | —  | | Adicionado à nenhum álbum     |
| "—" denota títulos que não entraram nas paradas ou não foram lançados no país.               |      |    |    |    |    |    |    |    |    |    |    | |                               |

### Singlespromocionais
| "Problem (The Monster Remix)" (com will.i.am)                                  | 2012 | —  | —  | —  | Hotel Transylvania            |
| "Play It Again"                                                                | 2013 | 28 | —  | —  | Play It Again                 |
| "Built for This"                                                               | 2013 | —  | —  | —  | Play It Again                 |
| "You Love It"                                                                  | 2015 | —  | —  | —  | Adicionado à nenhum álbum     |
| "Dum Dum" (com Kideko e Tinie Tempah)                                          | 2017 | —  | —  | —  | Adicionado à nenhum álbum     |
| "Mal de La Cabeza" (with Mau y Ricky)                                          | 2018 | —  | 83 | 82 | Para Aventuras y Curiosidades |
| "Por un Amor" / "Cucurrucucú Paloma"                                           | 2018 | —  | —  | —  | Adicionado à nenhum álbum     |
| "24/7"                                                                         | 2019 | —  | —  | —  | Mala Santa                    |
| "—" denota títulos que não entraram nas paradas ou não foram lançados no país. |      |    |    |    |                               |

## Videoclipes
"Oath"

| Título                                              | Ano                    | Outro(s) artista(s)                           | Diretor(s)                         | Ref.                   |
| Como artista principal                              | Como artista principal | Como artista principal                        | Como artista principal             | Como artista principal |
| --------------------------------------------------- | ---------------------- | --------------------------------------------- | ---------------------------------- | ---------------------- |
| "Problem (The Monster Remix)"                       | 2012                   | will.i.am                                     | P. R. Brown                        |                        |
| "Becky from the Block"                              | 2013                   | Nenhum                                        | Chrisp Productions, Definite Films |                        |
| "Play It Again"                                     | 2013                   | Nenhum                                        | Jess Holzworth                     |                        |
| "Built For This"                                    | 2013                   | Nenhum                                        | Becky G                            |                        |
| "Can't Get Enough"                                  | 2014                   | Pitbull                                       | Harper Smith                       |                        |
| "Shower"                                            | 2014                   | Nenhum                                        | Tim Nackashi                       |                        |
| "Can't Stop Dancin'"                                | 2014                   | Nenhum                                        | Hannah Lux Davis                   |                        |
| "Lovin' So Hard"                                    | 2015                   | Nenhum                                        | Andrew Molina                      |                        |
| "Break a Sweat"                                     | 2015                   | Nenhum                                        | Desconhecido                       |                        |
| "Sola"                                              | 2016                   | Nenhum                                        | Frank Borin, Becky G               |                        |
| "Mangú"                                             | 2016                   | Nenhum                                        | Frank Borin, Becky G               |                        |
| "Todo Cambio"                                       | 2017                   | Nenhum                                        | Daniel Durán                       |                        |
| "Mayores"                                           | 2017                   | Bad Bunny                                     | Daniel Durán                       |                        |
| "Díganle"                                           | 2017                   | Leslie Grace                                  | Mike Ho                            |                        |
| "Ya Es Hora"                                        | 2018                   | Ana Mena & De La Ghetto                       | Unknown                            |                        |
| "Sin Pijama"                                        | 2018                   | Natti Natasha                                 | Daniel Durán, Becky G              |                        |
| "Zooted"                                            | 2018                   | French Montana & Farruko                      | Daniel Durán                       |                        |
| "Cuando Te Besé"                                    | 2018                   | Paulo Londra                                  | Paloma Valencia                    |                        |
| "Díganle - Tainy Remix"                             | 2018                   | Leslie Grace, CNCO                            | David Rousseau                     |                        |
| "Pienso en Ti"                                      | 2018                   | Joss Favela                                   | Desconhecido                       |                        |
| "Booty"                                             | 2018                   | C. Tangana, Alizzz                            | Pablo Larcuen                      |                        |
| "LBD"                                               | 2019                   | None                                          | Lauren Dunn                        |                        |
| "Green Light Go"                                    | 2019                   | None                                          | Alex Alvga                         |                        |
| "Banana"                                            | 2019                   | Anitta                                        | Lula Carvalho                      |                        |
| "La Respuesta"                                      | 2019                   | Maluma                                        | Daniel Durán                       |                        |
| "Next to You"                                       | 2019                   | Digital Farm Animals, Rvssian                 | Daniel Durán                       |                        |
| "Un Mundo Ideal (Versión Créditos)"                 | 2019                   | Zayn                                          | Philip Andelman                    |                        |
| "Que Me Baile"                                      | 2019                   | ChocQuibTown                                  | Daniel Durán                       |                        |
| "Dollar"                                            | 2019                   | Myke Towers                                   | Eif Rivera                         |                        |
| "Secrets"                                           | 2019                   | Nenhum                                        | Philip R. Lopez                    |                        |
| "Mala Santa"                                        | 2019                   | Nenhum                                        | Daniel Durán                       |                        |
| "24/7"                                              | 2019                   | Nenhum                                        |                                    |                        |
| "Si Si"                                             | 2019                   | Nenhum                                        |                                    |                        |
| "Vámonos"                                           | 2019                   | Sech                                          |                                    |                        |
| "Mejor Asi"                                         | 2019                   | Darell                                        |                                    |                        |
| "Peleas"                                            | 2019                   | Nenhum                                        |                                    |                        |
| "No Te Pertenezco"                                  | 2019                   | Nenhum                                        |                                    |                        |
| "En Mi Contra"                                      | 2019                   | Nenhum                                        |                                    |                        |
| "Me Acostumbré"                                     | 2019                   | Mau y Ricky                                   |                                    |                        |
| "Ni De Ti Ni De Nadie"                              | 2019                   | Nenhum                                        |                                    |                        |
| "Subiendo"                                          | 2019                   | Dalex                                         |                                    |                        |
| "Te Superé"                                         | 2019                   | Zion y Lennox, Farruko                        |                                    |                        |
| Como artista convidada                              |                        |                                               |                                    |                        |
| "Wish U Were Here"                                  | 2012                   | Cody Simpson                                  | Cameron Duddy                      |                        |
| Cher Lloyd                                          | 2012                   | Hannah Lux Davis                              |                                    |                        |
| "Quiero Bailar (All Through the Night)"             | 2013                   | 3Ball MTY                                     | José Serrano Montoya               |                        |
| "Como Tú No Hay Dos"                                | 2015                   | Thalía                                        | Hannah Lux Davis                   |                        |
| "Take It Off"                                       | 2016                   | Lil Jon & Yandel                              | Daniel Durán                       |                        |
| "Que Nos Animemos"                                  | 2017                   | Axel                                          | Desconhecido                       |                        |
| "Christmas C’mon"                                   | 2017                   | Lindsey Stirling                              | Desconhecido                       |                        |
| "Mi Mala (Remix)"                                   | 2018                   | Mau y Ricky, Karol G, Leslie Grace & Lali     | Daniel Durán, David Bohorquez      |                        |
| "Mad Love"                                          | 2018                   | Sean Paul & David Guetta                      | Sarah McColgan                     |                        |
| "Bubalu"                                            | 2018                   | DJ Luian, Mambo Kingz, Anuel AA, Prince Royce | Eif Rivera                         |                        |
| "Lost in the Middle of Nowhere" (Remix em espanhol) | 2019                   | Kane Brown                                    | Alex Alvga                         |                        |
| "Cómo No"                                           | 2019                   | Akon                                          | Desconhecido                       |                        |
| "Chicken Noodle Soup"                               | 2019                   | J-Hope                                        | Yongseok Choi                      |                        |